# Solenophora
Solenophora é um género botânico pertencente à família Gesneriaceae.

## Sinonímia
Arctocalyx, Hippodamia

## Espécies
| - Solenophora abietorum - Solenophora australis - Solenophora calycosa - Solenophora chiapasensis - Solenophora chiapensis - Solenophora coccinea - Solenophora endlicheriana - Solenophora erubescens - Solenophora guttata - Solenophora insignis | - Solenophora maculata - Solenophora obliqua - Solenophora obscura - Solenophora pirana - Solenophora purpusii - Solenophora toucana - Solenophora tuerckheimiana - Solenophora tuxtlensis - Solenophora wilsonii |

## Nome e referências
Solenophora Benth.